# 许滕贝格
许滕贝格是奥地利克恩顿州格兰河畔圣法伊特县的一个市镇。总面积134.52平方公里，总人口1699人，人口密度12.6人/平方公里（2005年）。